# Cantón de Saint-Just-en-Chevalet
El cantón de Saint-Just-en-Chevalet era una división administrativa francesa, que estaba situada en el departamento de Loira y la región de Ródano-Alpes.

## Composición
El cantón estaba formado por diez comunas:
- Champoly
- Chausseterre
- Cherier
- Cremeaux
- Juré
- La Tuilière
- Saint-Just-en-Chevalet
- Saint-Marcel-d'Urfé
- Saint-Priest-la-Prugne
- Saint-Romain-d'Urfé

## Supresión del cantón de Saint-Just-en-Chevalet
En aplicación del Decreto n.º 2014-260 de 26 de febrero de 2014, el cantón de Saint-Just-en-Chevalet fue suprimido el 22 de marzo de 2015 y sus 10 comunas pasaron a formar parte del nuevo cantón de Renaison.